# Акжар (Атирауська міська адміністрація)
Акжа́р (каз. Ақжар) — село у складі Атирауської міської адміністрації Атирауської області Казахстану.
У радянські часи село називалось Дальній.
Населення — 5815 осіб (2021; 3337 у 2009, 2406 у 1999, 296 у 1989).